# Marina Kolonina
Marina Sergeevna Kolonina (in russo Марина Сергеевна Колонина?; 3 febbraio 1970) è un'ex pentatleta russa.

## Palmarès
In carriera ha conseguito i seguenti risultati:
- Mondiali:

Budapest 1999: oro nel pentathlon moderno a squadre.
San Francisco 2002: bronzo nel pentathlon moderno a squadre.
Pesaro 2003: argento nel pentathlon moderno a squadre e staffetta a squadre.
Mosca 2004: bronzo nel pentathlon moderno a squadre.
- Europei

Varsavia 1998: bronzo nel pentathlon moderno a squadre.
Tampere 1999: oro nel pentathlon moderno a squadre.